# ولاد صغير
ولاد صغير هو دُوَّار مغربي، يقع بجماعة سيدي الكامل، إقليم سيدي قاسم، جهة الرباط سلا القنيطرة في المملكة المغربية. ينتمي دوار لمشيخة كريمات التي تضم 16 دوار. يقدر عدد سكانه بـ380 نسمة حسب الإحصاء الرسمي للسكان والسكنى لسنة 2004.

## روابط خارجية
- البوابة الوطنية للجماعات الترابية
- المندوبية السامية للتخطيط